# Nepenthes campanulata
Espèce
Statut de conservation UICN

 VU D2 : Vulnérable
Statut CITES
Nepenthes campanulata est une espèce de plantes du genre Nepenthes de la famille des Nepenthaceae.